# 曙光劍齒象
曙光劍齒象（日语：アケボノゾウ，Stegodon aurorae）是一種劍齒象，生活在距今250萬-100萬年前的更新世早期，在日本各地都有發現到化石。化石顯示其肩高在1.6 - 2 公尺之間，和同時期的師氏劍齒象相比體型小了許多，出現了島嶼侏儒化的現象。尚未在大陸地區發現到化石，因此被認為是日本的特有種。

## 化石發現地

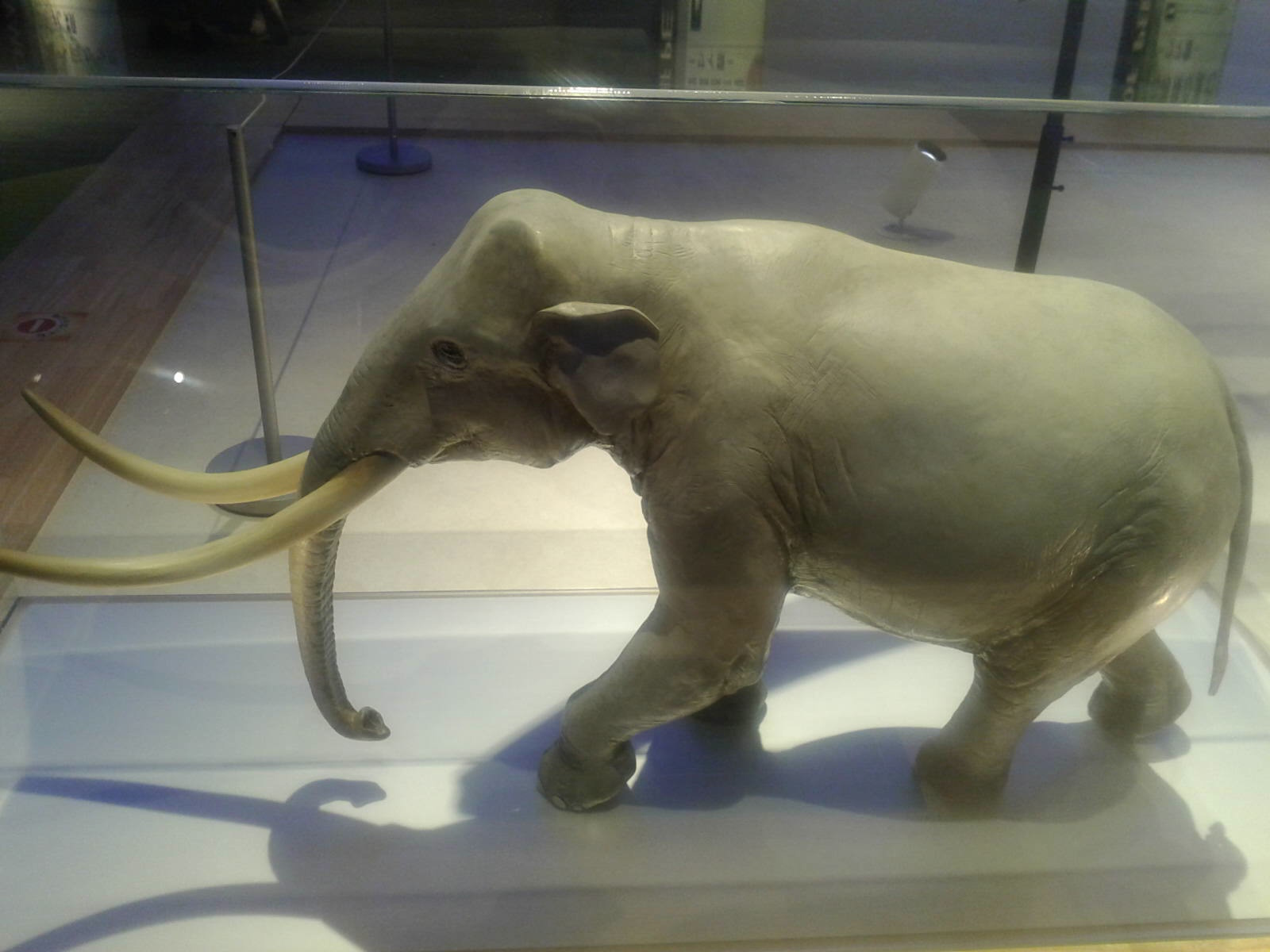
曙光劍齒象的復原模型

- 日本:
  -  三重縣員辨市
  -  埼玉縣狹山市[8]。
  -  埼玉縣入間市[9]。
  -  滋賀縣犬上郡多賀町
- 臺灣:
  -  臺南市左鎮區？[10][11][12]。

## 外部連接
- 曙光劍齒象左上臼齒 - 臺南左鎮化石園區
- 曙光劍齒象左下臼齒 - 臺南左鎮化石園區